# Christian Nummedal
Christian Nummedal (ur. 3 listopada 1995 w Oslo) – norweski narciarz dowolny, specjalizujący się w slopestyle'u i big air. W zawodach Pucharu Świata zadebiutował 21 stycznia 2011 roku w Kreischbergu, zajmując 13. miejsce w halfpipeie. Tym samym już w swoim debiucie zdobył pierwsze pucharowe punkty. Na podium zawodów tego cyklu po raz pierwszy stanął 22 marca 2014 roku w Silvaplana, kończąc slopestyle na trzeciej pozycji. W zawodach tych wyprzedzili go jedynie Jesper Tjäder ze Szwecji i Noah Wallace z USA. Najlepsze wyniki osiągnął w sezonie 2017/2018, kiedy zajął dziesiąte miejsce w klasyfikacji generalnej, a w klasyfikacji big air zdobył Małą Kryształową Kulę. W 2017 roku wystartował na mistrzostwach świata w Sierra Nevada, zajmując szesnaste miejsce w slopestyle'u. W 2018 roku wystartował na igrzyskach olimpijskich w Pjongczangu, zajmując 28. miejsce w slopestyle'u.

## Osiągnięcia

### Igrzyska olimpijskie
| Miejsce | Dzień     | Rok  | Miejscowość | Konkurencja | Zwycięzca      |
| ------- | --------- | ---- | ----------- | ----------- | -------------- |
| 28.     | 18 lutego | 2018 | Pjongczang  | Slopestyle  | Øystein Bråten |
| 10.     | 9 lutego  | 2022 | Pekin       | Big air     | Birk Ruud      |
| 23.     | 16 lutego | 2022 | Pekin       | Slopestyle  | Alexander Hall |

### Mistrzostwa świata
| Miejsce | Dzień     | Rok  | Miejscowość   | Konkurencja | Zwycięzca        |
| ------- | --------- | ---- | ------------- | ----------- | ---------------- |
| 16.     | 19 marca  | 2017 | Sierra Nevada | Slopestyle  | McRae Williams   |
| 43.     | 13 marca  | 2021 | Aspen         | Slopestyle  | Andri Ragettli   |
| 35.     | 16 marca  | 2021 | Aspen         | Bir Air     | Oliwer Magnusson |
| 2.      | 28 lutego | 2023 | Bakuriani     | Slopestyle  | Birk Ruud        |

### Puchar Świata

#### Miejsca w klasyfikacji generalnej
- sezon 2010/2011: 123.
- sezon 2013/2014: 100.
- sezon 2015/2016: 156.
- sezon 2016/2017: 14.
- sezon 2017/2018: 10.
- sezon 2018/2019: 110.
- sezon 2019/2020: 101.

Od sezonu 2020/2021 klasyfikacja generalna została zastąpiona przez klasyfikację Park & Pipe (OPP), łączącą slopestyle, halfpipe oraz big air.
- sezon 2020/2021: 5.
- sezon 2021/2022: 22.

#### Miejsca na podium w zawodach
1. Silvaplana – 22 marca 2014 (slopestyle) – 3. miejsce
2. Voss – 24 marca 2017 (big air) – 1. miejsce
3. Mönchengladbach – 1 grudnia 2017 (big air) – 1. miejsce
4. Québec – 24 marca 2018 (big air) – 1. miejsce
5. Stubai – 21 listopada 2020 (slopestyle) – 2. miejsce